# Ось сопротивления
Ось сопротивления (перс. محور مقاومت‎, латинизированный: мехвар-э мокавемат, араб. محور المقاومة‎, латинизированный: мивар аль-мукавама) — название неофициальной антиизраильской и антизападной политической и военной коалиции во главе с Ираном. В неё входят различные террористические группировки в Палестине, Сирийской Арабской Республике и Ливане. Просирийские ополченцы-баасисты, иракские шиитские ополченцы, входящие в состав санкционированных иракским правительством Сил народной мобилизации и движение хуситов в Йемене, также считаются частью альянса.
По состоянию на начало 2025 года, иранская ось оказалась существенно подорвана: в результате краткосрочной войны Израиля против Хезболлы осенью 2024 года, последняя понесла тяжёлые потери и лишилась своего лидера. В декабре того же года в результате наступления сирийской оппозиции произошло падение союзного Ирану режима Башара Асада в Сирии.

## Предыстория
Изначально альянс состоял из сирийского правительства и ливанской «Хезболлы». Годы спустя Иран, уже тесно связанный с Сирией и «Хезболлой», сформирует более прочные отношения между тремя странами, создав «ось». Иракские и йеменские боевики, координировавшие действия с Ираном, стали новыми членами этого альянса. После начала участия России в гражданской войне в Сирии появилось множество плакатов с изображениями Насраллы, Асада, Хаменеи и президента России Владимира Путина с арабской подписью, означающей «Люди, которые не преклоняются ни перед кем, кроме Бога». Согласно The Hill. Однако эта коалиция была описана как «глубоко поляризованная» из-за своей сектантской направленности против суннитов сирийцев. Действия «Хезболлы» также вызвали осуждение в Ливане, в первую очередь со стороны президента Майкла Сулеймана, который потребовал прекратить односторонние вооружённые манёвры «Хезболлы». Недовольство также широко распространено среди суннитского меньшинства Ливана, которое обвиняет «Хезболлу» в участии в сектантском насилии против других мусульман и в отказе от своей антисионистской позиции.

## История
Впервые термин был использован ливийской ежедневной газетой Аз-Захф Аль-Ахдар в ответ на американского президента Джорджа Буша. Заявление Буша о том, что Иран, Ирак и Северная Корея сформировали «ось зла». В статье под названием «Ось зла или ось сопротивления» газета писала в 2002 году, что «единственным общим знаменателем между Ираном, Ираком и Северной Кореей является их сопротивление гегемонии США». Иранская газета «Джомхури-йе Эслами» впоследствии переняла эту формулировку применительно к шиитскому мятежу в Ираке, написав в 2004 году, что «если линия иракских шиитов должна быть связана, объединена и консолидирована, это единство должно быть реализовано на оси сопротивления и борьбы против оккупантов».
В 2006 году министр внутренних дел Палестины Саид Саим использовал этот термин во время интервью на телеканале «Аль-Алам» для обозначения общих политических целей арабов в противовес целям Израиля или Соединённых Штатов. Отметив большое количество палестинских беженцев в Сирии, Саим заявил: «Сирия также является исламской арабской страной и также является мишенью американцев и сионистов. Следовательно, мы видим в Сирии, Иране, „Хезболле“ и Хамасе ось сопротивления перед лицом этого давления».
Термин «ось сопротивления» использовался ещё в августе 2010 года.
Спустя два года Али Акбар Велаяти, старший советник верховного лидера Ирана по иностранным делам, сказал:
«Цепь сопротивления Израилю со стороны Ирана, Сирии, "Хезболлы", нового иракского правительства и ХАМАСА проходит через сирийское шоссе… Сирия является золотым кольцом цепи сопротивления Израилю».
Фраза была вновь использована в августе 2012 года во время встречи президента Сирии Башара Асада с секретарём Высшего совета национальной безопасности Ирана Саидом Джалили по поводу гражданской войны в своей стране сказал:
«То, что происходит в Сирии, — это не внутренняя проблема, а конфликт между осью сопротивления и её врагами в регионе и во всём мире. Иран ни в какой форме не потерпит разрушения оси сопротивления, неотъемлемой частью которой является Сирия».
Сирийское государственное информационное агентство SANA заявило, что правительства двух стран обсудили свои «отношения стратегического сотрудничества» и «попытки некоторых западных стран и их союзников нанести удар по оси сопротивления, нацелившись на Сирию и поддерживая там терроризм». Премьер-министр и послы Израиля назвали альянс «Осью террора».
В связи с активизацией участия «Хезболлы» в гражданской войне в Сирии в последующие годы после 2013 года коалиция стала явно хомейнистской и антисуннитской, а режим Асада стал зависимым от Ирана и его доверенных лиц для продолжения существования. Отчужденные сектантской политикой, суннитские исламисты, такие как Братья-мусульмане и ХАМАС, начали публично выступать против Ирана и «Хезболлы» и тесно сотрудничают с Турцией и Катаром, странами, которые вовлечены в геополитическое соперничество с Ираном.
21 сентября 2021 года, Ось сопротивления объявила, что отомстила американскому и израильскому оперативникам за убийство Сулеймани и Мухандеса.

## Участие стран Оси сопротивления в военных конфликтах на Ближнем Востоке
1. Поставки вооружения и снаряжения Ираном хуситам во время восстания в Йемене в 2005 году[21][22].
2. Прямое участие Ирана во время восстания курдов на западе страны[источник не указан 625 дней].
3. Полноценное участие основных участников блока произошло в гражданской войне в Сирии в 2011 году[23].
4. Участие основных государств оси в гражданской войне в Ираке в 2011 году[24].
5. Столкновение с американскими силами во время выхода из ядерной сделки[25][26][27].
6. Поставки Ираном снаряжения, военных советников, подготовка боевиков палестинской террористической группировки ХАМАС и ливанской группировки Хезболла[28][29].

## Анализ
Ось описывается как изменяющая «стратегический баланс на Ближнем Востоке», помогающая президенту САР Башару Асаду оставаться у власти и поддерживающая его в гражданской войне против антиправительственных сил. По словам Марисы Салливан, программа организации состоит из трех основных столпов; общая региональная цель в сохранении режима Асада, поддержание доступа к поставкам оружия и денег из Ирана и недопущение прихода к власти в Сирии правительства с суннитским большинством. Нынешняя правящая элита сирийской партии Баас в основном состоит из алавитов, которые являются ответвлением секты шиизма, которая также составляет большинство в Иране. Это общее происхождение сделало их стратегическими союзниками по различным вопросам, включая оборону.
Народный фронт освобождения Палестины, хотя и является марксистско-ленинским формированием, обычно считается частью Оси Сопротивления и получает поддержку от Ирана. Суннитское палестинское исламистское движение ХАМАС также иногда считалось частью оси из-за его оппозиции Израилю и Соединённым Штатам. По состоянию на март 2012 года группировка вывела свою штаб-квартиру из Дамаска и оказала поддержку сирийской оппозиции, выступающей против Асада. Однако в октябре 2022 года ХАМАС восстановил связи с Сирией после примирения при поддержке посредничества Ирана.
Сирийское правительство и Иран считают Россию частью своего блока, так как Россия, по просьбе сирийского президента Башара Асада, присоединилась к правительственными силам САР. Также Россия поддерживала дружественные отношения с арабскими государствами Персидского залива; с целью углубления экономического сотрудничества, особенно в энергетическом секторе. Россия углубила сотрудничество в области экономики, безопасности и энергетики со странами ССАГПЗ, чтобы помешать влиянию Америки в регионе и добивается нормализации отношений между Ираном и Саудовской Аравией.
По словам Джубина Гударзи, доцента и научного сотрудника Университета Вебстера, ирано-сирийский альянс, который был сформирован в 1979 году, имеет огромное значение для возникновения и продолжения деятельности оси сопротивления. Обе страны находятся в ключевых точках Ближнего Востока, и они оказывали влияние на ближневосточную политику в течение последних трех десятилетий. Кроме того, альянс считается прочным, просуществовавшим 34 года, «несмотря на множество проблем, с которыми он сталкивался, и периодические напряжения в отношениях».

### Ливан
«Хезболла» отвергает идею о том, что Ливан может помочь в возглавляемой США интервенции в Ирак, утверждая, что это может привести к доминированию США в регионе или «замене терроризма вопиющей американской оккупацией».

### Афганистан
Али Акбар Велаяти, советник Верховного лидера Али Хаменеи, описал Исламский эмират Афганистан, возглавляемый Талибами, как часть Оси Сопротивления, ядром которой является Иран, коалиции стран, стремящихся к «сопротивлению, независимости и свободе».
Видное иранское ежедневное издание Principlist, Kayhan, также начало называть Исламский эмират Афганистан членом Оси Сопротивления

## Цель
Ось утверждает, что выступает против Израиля, чтобы заручиться поддержкой населения по всему исламскому миру, по словам Таллы Абдулразак, пишущей в «Middle East Monitor», и ей был нанесен серьёзный удар после авиаудара Израиля по Мазраат Амаль за три дня до этого авиаудар против «Хезболлы», лидер Хезболлы, Хассан Насралла заявил: «Мы считаем, что любой удар против Сирии — это удар против всей оси сопротивления, а не только против Сирии».
Главной целью альянса является полное уничтожение Израиля и создание на его месте государства Палестина.